# Рашан Мишон (Аљаска)
Рашан Мишон (енгл. Russian Mission) град је у америчкој савезној држави Аљаска.

## Демографија
По попису из 2010. године број становника је 312, што је 16 (5,4%) становника више него 2000. године.
| Група             | 2000.     | 2010.     |
| Белци             | 18 (6,1%) | 10 (3,2%) |
| Афроамериканци    | 0 (0,0%)  | 0 (0,0%)  |
| Азијати           | 0 (0,0%)  | 0 (0,0%)  |
| Хиспаноамериканци | 0 (0,0%)  | 0 (0,0%)  |
| Укупно            | 296       | 312       |